# Women in Uniform
«Women in Uniform» es una canción de 1978 grabada originalmente por la banda australiana Skyhooks y escrita por el bajista de la banda Greg Macainsh.  Aparece en el cuarto álbum de la banda, Guilty Until Proven Insane, entrando en la lista Top 10 de sencillos de Australia.

## Versión de Iron Maiden
La versión de Iron Maiden de la canción de Skyhook "Women in Uniform" es el tercer sencillo de la banda, y el último en el que aparece el guitarrista Dennis Stratton. Fue lanzado el 17 de octubre de 1980 y no aparece en ninguno de los álbumes de la banda, pero si en el EP en directo Live!! +one. "Women in Uniform" también se convertiría en el primer videoclip de la banda, dirigido por Doug Smith y filmado en la sala Rainbow de Londres.
"Women in Uniform" se incluyó en una edición de once pista de Killers como la pista número ocho. Esta edición estuvo algún tiempo editándose en el Reino Unido y Australia, mientras que la edición de once pista de Estados Unidos incluía el sencillo "Twilight Zone". De cualquiera de las maneras, la gran mayoría de las ediciones del álbum no incluye ninguno de los dos sencillos.
"Women in Uniform" fue el primer video promocional de la banda, además de introducir a Eddie the Head de forma física. Según una entrevista que aparece en el DVD The Early Days, en la escena donde Eddie se sube a la cama del hospital, el actor disfrazado de Eddie sufrió una herida en la frente al golpearse con la cámara.
La portada del sencillo tiene una imagen de Margaret Thatcher con una subfusil Sterling, preparándose para atacar a Eddie. Esto era una broma en respuesta a la portada de su sencillo "Sanctuary" , que mostraba a Eddie matando a Thatcher.
La lado B del sencillo, "Invasion", es una versión de una canción que originalmente apareció en The Soundhouse Tapes.

## Lista de canciones
1. «Women in Uniform» (Macainsh; versión de Skyhooks) − 3:11
2. «Invasion» (Harris) − 2:39
3. «Phantom of the Opera» en directo desde el Club Marquee, Londres 1980" (Harris) − 7:20

## Personal
- Steve Harris – bajo, coros
- Paul Di'Anno – voz
- Dave Murray – guitarra
- Dennis Stratton – guitarra, coros
- Clive Burr – batería

## Otras versiones
- The Whitlams interpretaron la canción en la ceremonia de los premios ARIA de 1998 y lanzaron una edición limitada del sencillo al año siguiente, que incluía también los temas "High Ground" y "1999".